# Esanatoglia
Esanatoglia je italská obec v provincii Macerata v oblasti Marche.
V roce 2012 zde žilo 2 127 obyvatel.

## Sousední obce
Fabriano (AN), Fiuminata, Matelica

## Vývoj počtu obyvatel
Zdroj: 